# هانس دلبروک
هانس دلبروک (آلمانی: Hans Delbrück; ۱۱ نوامبر ۱۸۴۸ – ۱۴ ژوئیهٔ ۱۹۲۹) یک تاریخ‌نگار اهل آلمان بود. وی یکی از اولین تاریخ نگاران نظامی مدرن بود که شیوه پژوهش وی بر پژوهش انتقادی منابع تاریخی، بهره‌گیری از دیسیپلین‌های کمکی مانند جمعیت‌شناسی و اقتصاد جهت تکمیل بررسی‌های خود و قیاس ادوار تاریخی با یکدیگر مبتنی بود؛ به این هدف که سیر تکامل نهادهای نظامی را درک کند.
نوشته‌های دلبروک عموماً حول و حوش تاریخ هنر جنگ دور می‌زند؛ مهمترین اثر وی Geschichte der kriegskunst im rahmen der politischen geschichte(تاریخ هنر جنگ در چهارچوب تاریخ سیاسی) در چهار جلد است؛ جلد سوم در ۱۹۲۰ منتشر گردید. سایر آثار وی عبارتند از Die Perserkriege und die Burgunderkriege(جنگ‌های پارسی و بورگوندی، چاپ 1887) Die Strategie des Perikles erläutert die Strategie Friedrichs des Grossen(استراتژی پریکلس که با استراتژی فردریش کبیر تشریح شده‌است؛ چاپ ۱۸۹۰) و Das Leben des Feldmarschalls Grafen Neithardt von Gneisenau(زندگی فیلد مارشال کنت نایتهارت فون گنایزنو؛ چاپ ۱۸۹۴).

## زندگی‌نامه
دلبروک در برگن در جزیرهٔ روگن زاده شد؛ در دانشگاه هایدلبرگ و دانشگاه بن درس خواند. به عنوان سرباز در جنگ فرانسه و پروس شرکت نمود و در ۱۸۷۴ برای چند سالی مربی و آموزشگر پرنس والدمار فون پروس، جوانترین فرزند فریدریش سوم (امپراتور آلمان) که تنها یازده سال عمر نمود، شد. از ۱۸۸۲ تا ۱۸۸۳ در رایشس‌تاگ خدمت کرد و در این سال یکی از مؤلفین مجله برجستهٔ Preussische Jahrbücher یا «سالنامه پروسی» شد. در ۱۸۸۹ نیز متصدی همین انتشارات شده و تا ۱۹۲۰ در همین سمت به کار ادامه داد. در ۱۸۸۵ پروفسور تاریخ مدرن در دانشگاه برلین شد، جایی که درس گفتارهای مشهوری ارائه کرد. از ۱۸۸۴ تا ۱۸۹۰ عضو رایشستاگ بود. دلبروک با جدیت در برابر سیاست دولت پروس مبنی بر ستیز با لهستانی‌ها و دانمارکی‌ها مخالفت می‌کرد؛ مخالفتی که دو مرتبه جریمه نقدی به عنوان یک استاد دانشگاه و شهروند پروسی را برایش به ارمغان آورد. نقش وی به عنوان مؤلف «سالنامهٔ پروسی» فرصتی برای بهبود روابط دیپلماتیک با روسیه ایجاد کرد. این موضوع سبب شد فردی به نام پائول رورباخِر مأموریت یابد ایدهٔ نزدیکی به روسیه را مورد کنکاش قرار دهد. اما در ۱۸۹۰ نتایج تحقیق و تفحصات وی سبب پایه‌ریزی سیاست خارجی نژادگرایانه ای مبنی بر تجزیه سرزمین روسیه و اشغال قلمروهای اسلاوی آن شدند. در جنگ جهانی اول وی از نقطه نظر تاکتیکی و نه اخلاقی مخالف سرسخت ایدهٔ جنگ نامحدود زیردریایی (ایدهٔ ژنرال لودندورف که جهت تلافی محاصره انگلستان علیه آلمان بود) بود و هیچگاه این عقیده خود را پنهان نمی‌کرد که چنین ایده ای ایالات متحده را به جنگ با آلمان می‌کشاند. او یکی از اعضای هیئت مذاکره کنندهٔ آلمان در کنفرانس صلح ورسای بود که در پایان جنگ تشکیل شد. در آنجا، تلاش اصلی وی این بود که ثابت کند آلمان به تنهایی مقصر وقوع جنگ نبوده‌است. او در برلن درگذشت؛ وی برادر مکس امیل یولیوس دلبروک شیمی‌دان مشهور و پدر مکس دلبروک برنده جایزهٔ نوبل فیزیولوژی در ۱۹۶۹ بود.

## فرضیه‌ها

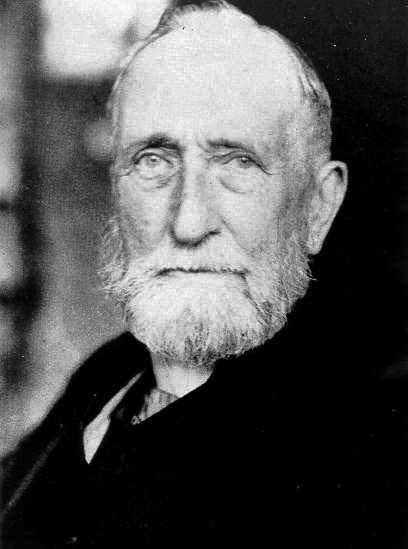
دلبروک در اواخر عمر

تلاش‌های دلبروک این بودند که تاریخ نظامی (به‌طور اخص) در چهارچوب کلی تاریخ (به‌طور اعم) قرار داده شود. وی به جنگ به مثابهٔ جزء فرهنگی جوامع می‌نگریست؛ جزئی که تابع تکامل بشریت بوده و از اقتصاد و نظام سیاسی اثر می‌پذیرد. کارهای وی برای مدتی به زبان انگلیسی ترجمه نشده بودند، برای همین اعتبار و شهرت وی در میان نظریه پردازان نظامی کشورهای انگلیسی زبان به قدر احترام یا اهمیت کارل فون کلاوزویتس نبود.

### جنگ باستانی
نتایج عجیبی که وی از جنگ‌های باستانی گرفت، علم تاریخ‌نگاری را به چالش کشاند، به حدی که کوشید نشان دهد در منابع باستانی، راجع به آمار و ارقام ارتش‌های دوران باستان اغراق شده‌است و این که بر خلاف آنچه در بسیاری از نوشتارها گفته شده‌است، فاتح یک جنگ معمولاً نیروهای بیشتری نسبت به طرف مغلوب داشته‌است. متعاقباً وی تفاسیر بسیار متفاوتی از نبردهای مشهور تاریخ از جمله نبرد گوگمل، نبرد ماراتون و نبرد زاما به دست داده‌است؛ در مورد آخر، او نتیجه گرفته‌است که برتری اغراق شدهٔ رومیان بر بربرها بیش از این که از دیسیپلین (انضباط) و تاکتیک‌های خالص آنها سرچشمه گیرد، ناشی از پشتیبانی لجستیکی برترشان بوده‌است. رومیان قادر بودند ارتش‌هایی در مقیاس عظیم به صحنهٔ نبرد بیاورند در حالی که بربرها نمی‌توانستند در شمار با آنها برابری کنند.

### جنگ قرون وسطایی
نتایجی که وی از جنگ‌های قرون وسطایی می‌گیرد، بیشتر بحث‌برانگیز هستند. او میان شوالیه‌ها، جنگجویان سواره، و سواره نظامی که متشکل از انبوهِ سازمان یافتهٔ سواره‌های جنگجو بود، تفاوت می‌گذارد. او جنگجویان قرون وسطایی را به مثابهٔ جنگجویانی مستقل، ناتوان در همکاری با یکدیگر و شکل‌دادن واحدی یکپارچه، و فاقد هرگونه اهمیت تاکتیکی قاطع در نظر گرفت. نتایج وی توسط پژوهشگران اخیر مانند جی اف فربروگن بلژیکی مورد آزمایش و صحت یابی قرار گرفتند.

### جنگ مدرن
در مورد جنگ مدرن، دلبروک به عقاید کارل فون کلاوزویتس رجوع می‌کرد، به گونه ای که میان دو نوع استراتژیِ ممکن تفاوت قائل می‌شد: پژمردن (تلف و خسته کردن یا exhausting) دشمن، و دیگری خلع سلاح(throwing down) دشمن؛ البته از روی غلط به ترتیب با کلمات attrition به معنای فرسایش و annihilation به معنای نابودی قطعی اشتباه گرفته می‌شوند. سرچشمهٔ این دو استراتژی به تمییز گذاری کلاوزویتس بین استراتژی‌های با هدف تعقیب اهداف محدود و استراتژی‌های با هدف بی دفاع کردن دشمن از نظر نظامی بازمی‌گردد؛ البته استراتژی دوم اغلب با مفهوم جنگ تمام‌عیار که در طول جنگ جهانی اول مورد اعتقاد لودندورف بود و دلبروک همواره آنرا رد می‌کرد، خلط می‌شود. گزینش میان این دو استراتژی بستگی به سرشت اهداف سیاسی، محدودیت‌های فعلی سیاسی و اقتصادی و تعداد نیروها دارد. وی معیار تحلیل خود را به جنگهای فردریش کبیر پیوند زد و نتیجه گرفت که قلت عددی نیروهای وی باعث شد پروسیان استراتژی پژمردن(exhausting) را به کار بندند.
پژوهش‌های وی اما تا حدودی جنگ‌های اسپانیایی را نادیده گرفتند. در جنگ اول جهانی او قویاً با اندیشه‌های راهبردی (استراتژیکی) کشورش مخالف بود و تأکید داشت که بهتر است به دنبال پیروزی در شرق بوده اما در غرب به اهداف جزئی بسنده کرده و آنگاه صلح را تعقیب کنند. این مثالی است از اصل کلی وی که اظهار می‌داشت: مانورهای سیاسی و نظامی می‌بایستی با یکدیگر یکپارچه شوند.